# Mike Budenholzer
Michael Vincent Budenholzer (ur. 6 sierpnia 1969 w Holbrook) – amerykański trener koszykarski.
17 maja 2018 został trenerem Milwaukee Bucks. 4 maja 2023 został zwolniony.

## Osiągnięcia
Trenerskie
- Mistrzostwo NBA (2021)
- Trener roku NBA (2015[3], 2019[4])
- 4-krotny mistrz NBA, jako asystent trenera w San Antonio Spurs (1999, 2003, 2005, 2007)[5]
- Trener drużyny Wschodu podczas meczu gwiazd NBA (2015)[6]